# استانیسواو شیه‌لاینسکی
استانیسواو شیه‌لاینسکی (لهستانی: Stanisław Sielański؛ ‏ ۸ اوت ۱۸۹۹ – ۲۸ آوریل ۱۹۵۵) بازیگر اهل لهستان بود.
از فیلم‌ها یا مجموعه‌های تلویزیونی که وی در آن‌ها نقش داشته‌است، می‌توان به قلب مادر، راپسودی بالتیک، خانه‌به‌دوش، دکتر مورک، پان تفاردوفسکی، رنا و اسباب‌بازی اشاره نمود.